# Svetišče Čongmjo
Čongmjo (korejsko 종묘) je konfucijansko kraljevo svetišče prednikov v okrožju Čongno v Seulu v Južni Koreji. Prvotno je bilo zgrajeno v obdobju Čoson (1392–1897) za spominske slovesnosti za pokojne kralje in kraljice. Po podatkih Unesca je svetišče najstarejše ohranjeno kraljevo konfucijansko svetišče, obredi pa nadaljujejo tradicijo, ustanovljeno v 14. stoletju. Takšna svetišča so obstajala že v obdobju Treh kraljestev Koreje (57–668), vendar se niso ohranila. Svetišče Čongmjo je bilo leta 1995 dodano na seznam svetovne dediščine Unesca.
Palača Čangdokgung in Čangjongung ležita severno od Čongmjoja. Džulgok-ro je ločeval Čongmjo od palač od leta 1932 do 2019, dokler ni bil spremenjen v cestni predor in povezava med Čongmjojem in palačami obnovljena. Glavne stavbe Čongmjoja so bile zgrajene oktobra 1394, ko je Tedžo, ustanovitelj in prvi kralj Čosonov, preselil prestolnico v Hansong (današnji Seul). Svetišče je bilo uničeno v požaru med japonskimi invazijami na Korejo (1592–1598), nato pa je bilo v začetku 17. stoletja obnovljeno.
Svetišče je še vedno prizorišče slovesnosti čaščenja prednikov Čongmjo Daedžae, kjer potomci cesarske družine častijo duhove svojih pokojnih prednikov.

## Zgodovina
Ko je bilo svetišče Čongmjo zgrajeno leta 1394 po ukazu kralja Tedža, je veljalo za eno najdaljših stavb v Aziji, če ne celo za najdaljšo. Glavna dvorana, znana kot DŽongdžon (정전; 正殿), je imela sedem niš ali mjošilov (묘실; 廟室; dobesedno 'Tempeljska soba'), vsaka rezervirana za duhovne tablice kralja in njegovih kraljic. Kompleks je razširil kralj Sedžong (vladal 1418–50), ki je odredil gradnjo Jongnjongdžona (영녕전; 永寧殿; dobesedno 'Dvorana večnega udobja'). Ta praksa širitve se je nadaljevala, rast kompleksa se je premikala od zahoda proti vzhodu zaradi potrebe po namestitvi več spominskih tablic med vladavino kasnejših kraljev, dokler ni bilo skupno 19 mjošilov. Vendar pa so med japonskimi invazijami na Korejo v letih 1592–1598 japonski napadalci požgali prvotno svetišče, leta 1601 pa je bil zgrajen nov kompleks, ki se je ohranil do danes. Prvotne duhovne tablice so med invazijo rešili tako, da so jih skrili v hiši navadnega meščana.
Kraljevo tablico so vklenili tri leta po njegovi smrti, kar je konec obdobja žalovanja za kraljem. V 19 nišah je postavljenih 19 tablic kraljev in 30 njihovih kraljic. Vsaka niša je zelo preproste zasnove. Tukaj nista vklenjeni le dve kraljevi spominski tablici. Poleg tablice je še plošča s seznamom dosežkov vsakega kralja.
Najnovejši dve vklesani sta bili vklesani leta 1973 in 1991 v sobi Jongnjongdžon 16, za prestolonaslednika Euimina in njegovo ženo prestolonaslednico Bangdžo.
Sedanji Džongdžon je narodni zaklad št. 227 in je najdaljša stavba tradicionalnega oblikovanja v Koreji.

## Opis
Gledano iz kraljeve prestolne sobe v kraljevi palači Gjongbokgung, bi bilo svetišče Čongmjo na kraljevi levi, medtem ko je bilo svetišče Sadžik, še eno pomembno konfucijansko svetišče, na desni. Ta razporeditev izhaja iz kitajske prakse. Ker je bila palača Čangdokgung starejša od palače Gjongbokgung, je bila Čongmjo povezana s palačo Čangdokgung, kralj pa je vstopal in izstopal skozi severna vrata namesto skozi južna. Glavne dvorane so obdane s hribi. Južna vhodna vrata so bila rezervirana za vstop in izstop duhov, vzhodna vrata so bila namenjena kralju, zahodna pa izvajalcem kraljevega obreda.
Glavna stavba svetišča Čongmjo je razdeljena na Džongdžon (정전/正殿) in Jongnjongdžon (영녕전/永寧殿). Dvorana Jongnjongdžon je posvečena kraljem, katerih predniki so bili stari po standardih sedanjega vladajočega kralja ali katerih vladavine so bile kratkotrajne, medtem ko dvorana Džongdžon hrani portrete kraljev, katerih dosežki med njihovimi vladavinami so dobro znani. V Džongdžonu so vklesane spominske plošče 19 kraljev in 30 kraljic, v Jongnjongdžonu pa spominske plošče 16 kraljev in 18 kraljic.
Ko je kralj obiskal ta kraj, je sledil določeni poti in izvajal obredne postopke umivanja in žrtvovanja, sledilo pa mu je veliko število ljudi.
Pred glavno dvorano je dvorišče Voldae, ki je dolgo 150 metrov in široko 100 metrov.

## Rituali in predstave
Vsako leto se tam za ritual Čongmjo džerje izvaja dovršena izvedba starodavne dvorne glasbe (s spremljajočim plesom), znana kot Čongmjo Džerjeak (종묘제례악; 宗廟祭禮樂). Glasbeniki, plesalci in učenjaki so petkrat letno na dvorišču izvajali konfucijanske rituale, kot je Čongmjo daedže (ritual kraljevega svetišča). Danes so rituali rekonstruirani in oživljeni. Čongmjo daedže je bil označen kot nesnovna kulturna dediščina št. 56 in se izvaja vsako leto prvo nedeljo v maju. Čongmjo Džerjeak, tradicionalno dvorno glasbo Čosonov, izvaja Kraljevi dvorni orkester in je bil označen kot nesnovna kulturna dediščina št. 1. Ta dvorna glasba izvira iz kitajske dvorne glasbe, ki je bila v Korejo prinesena v obdobju Gorjo (918–1392). Kralj Sedžong je leta 1447 in 1462 za obred skomponiral novo glasbo, ki je v veliki meri temeljila na hjangaku (z nekaj dangaka).
Pesmi vabijo duhove prednikov, da se spustijo z nebes in uživajo v kraljevih dosežkih pri ustanovitvi dinastije in obrambi države, da bi spodbudili svoje potomce, da sledijo njihovim stopinjam. Danes člani združenja kraljeve družine Džondžu Lee izvajajo obrede ob glasbeni in plesni spremljavi glasbenikov iz Nacionalnega centra za korejske tradicionalne uprizoritvene umetnosti in plesalcev iz Nacionalne srednje šole Gukak.